# Zmije obecná
Zmije obecná (Vipera berus) je had z čeledi zmijovitých. Je to nejrozšířenější suchozemský had na světě, žije na většině území Evropy a ve velké části Asie. Zároveň je nejseverněji žijícím hadem vyznačujícím se extrémní odolností vůči chladnému počasí. Je jediným jedovatým hadem mnoha států severní části holarktické oblasti včetně Česka (pokud se nepočítá mírně jedovatá užovka podplamatá). Její jed je vysoce účinný na malé savce, ovšem má ho relativně málo, takže za normálních okolností její uštknutí život člověka neohrozí – riziko představuje pouze pro alergické jedince, malé děti a staré a nemocné lidi. Smrtelná dávka jedu je asi 15 až 20 miligramů, nicméně zmije obecná ho má v průměru okolo 10 miligramů, a navíc při jednom uštknutí uvolňuje jen část jedu. Nebezpečnější je poddruh zmije obecná bosenská, který žije na Balkáně a má atypické složení jedu.
Zástupci druhu, který se dle různých pojetí člení na 3 poddruhy, mohou nabývat celé řady barevných forem, z nichž některé (např. černá) mohou dokonce postrádat jinak charakteristickou klikatou tmavou čáru na hřbetě, která inspirovala řadu národních pojmenování zmije obecné či celého jejího rodu (např. ve slovenštině je to vretenica obyčajná a polsky żmija zygzakowata). Celkově jde spíše o menšího hada, na délku měří nejčastěji 50 až 80 cm, výjimečně může dorůst až k 1 metru. Hmotnost se pohybuje od 50 do 300 gramů.
Přes zimu obvykle hibernuje, během jara se ráda sluní a v této době také dochází k páření. Jde o živorodého (některé zdroje udávají vejcoživorodého) hada. Jeho kořistí jsou většinou hlodavci, malí hmyzožravci a ještěrky, v menší míře pak obojživelníci a ptáčata.
Mezinárodní svaz ochrany přírody hodnotí zmiji jako taxon málo dotčený. V České republice je však zmije obecná (i její biotop) zvláště chráněna jako kriticky ohrožený druh ve všech svých vývojových stádiích.

## Taxonomie
Zmiji obecnou popsal již v roce 1758 Carl Linné pod vědeckým jménem Coluber berus. O deset let později bylo její rodové jméno změněno na Vipera. V taxonomii zmijí obecných panují nejasnosti ohledně počtu poddruhů a i co se týče možného vyčlenění nových samostatných druhů. Tradičně se rozlišují 3 poddruhy. Jde o zmiji obecnou (Vipera berus berus), zmiji obecnou bosenskou (Vipera berus bosniensis) a zmiji obecnou sachalinskou (Vipera berus sachalinensis). Nicméně podle novějších studií z let 2004 a 2006 lze zmije obecné dělit na 3 evoluční větve (možné poddruhy), jejichž dělicí linie prochází jihem střední Evropy. Základní (bazální) větví je italská (alpská), poté jde o větev balkánskou a poslední, prostorově zdaleka největší je větev zahrnující zbývající evropské a asijské populace. Ta se dále dělí na další nejméně 4 příbuzenské linie. Kromě toho se do druhu Vipera berus zřejmě zařadí jako další poddruh Vipera berus nikolskii, který měl dříve status samostatného taxonu.
Vipera berus bosniensis, která žije na Balkáně, má na rozdíl od nominátního poddruhu větší podíl neurotoxické složky ve svém jedu a proto je jeho uštknutí nebezpečnější. Tento poddruh se dříve dělil na dvě formy: horskou a nížinnou. Liší se tím, že samci horského typu jsou zbarvení spíše do šeda, zatímco samci nížinného typu jsou hnědí stejně jako samice.

## Rozšíření a stanoviště
Zmije obecná je nejrozšířenějším suchozemským hadem světa. Žije v Evropě a v Asii v celkem 35 státech. Její areál sahá od Anglie na západě až po Sachalin na východě, od Středomoří na jihu až za severní polární kruh (za polárním kruhem žije už jen jeden další druh hada, a to užovka proužkovaná). Vyskytuje se do nadmořské výšky 2700 či dokonce 2900 metrů (Itálie).
Obývá širokou škálu biotopů od stepí po tajgu, od nížin po horské krajiny. Toleruje poměrně nízké teploty a zároveň vysokou vlhkost. Obecně dává přednost slunným, ale zároveň vlhkým stanovištím, respektive územím, kde se může slunit a zároveň nedaleko odsud nalézt chladnější vlhká stinná místa. Oblíbeným stanovištěm jsou lesostepní oblasti, prosluněné horské stráně, kamenitá či skalnatá území, louky, rašeliniště nebo mokřady. Na území Česka se typicky vyskytuje ve výše položených oblastech s nadmořskou výškou 600 až 1200 metrů. To neznamená, že nad či pod touto výškovou hranicí nežije, ale zde je výskyt podstatně méně častý. Obecně velmi záleží na lokálních podmínkách.

## Vzhled

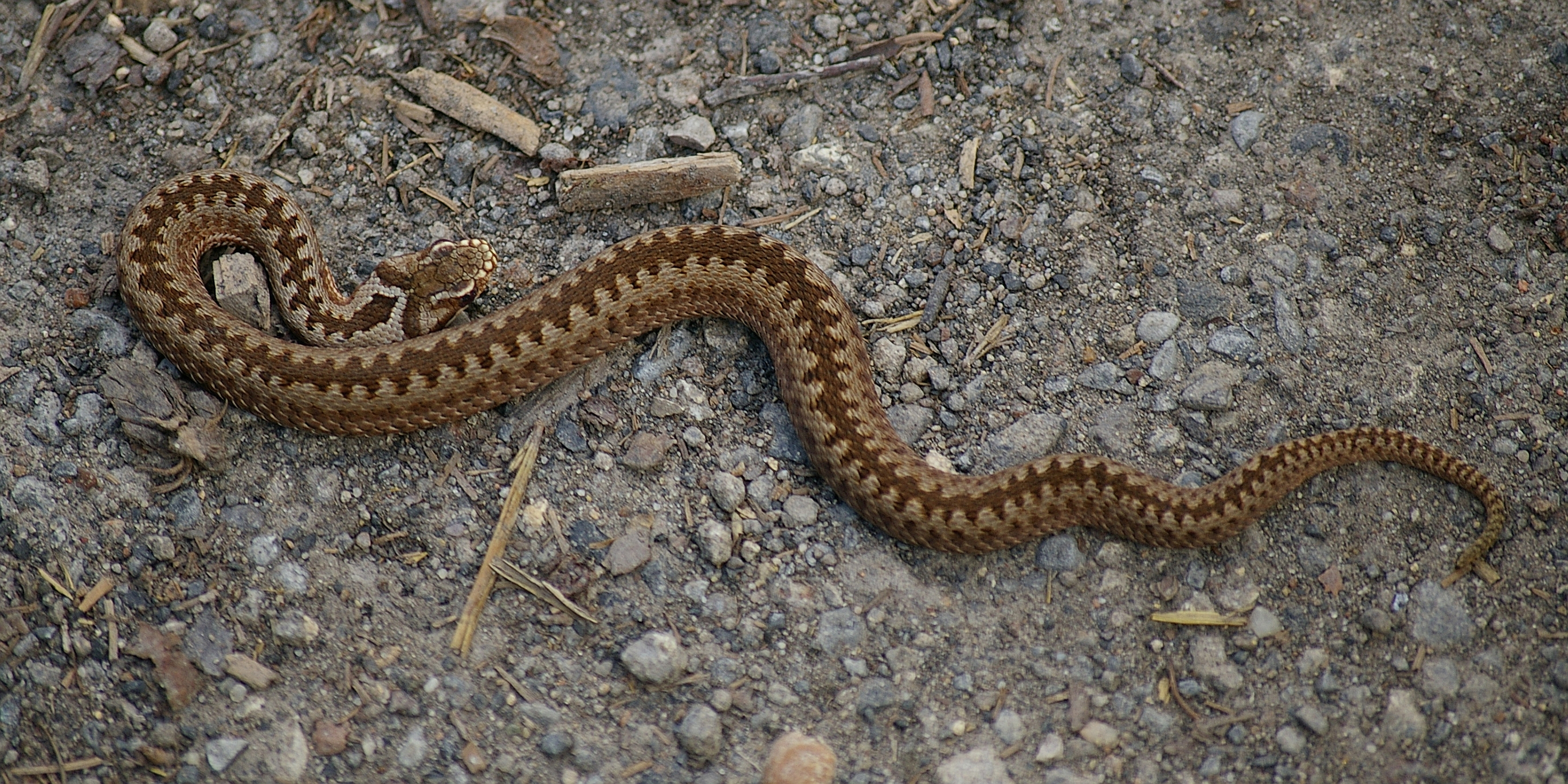
Charakteristická zmijí kresba: klikatá čára na hřbetě

Zmije je relativně malý had, dospělé samice dorůstají délky 60–75 cm, samci však většinou okolo 50 cm. Největší jedinci (téměř vždy samice) mohou měřit přes 80 cm, zcela výjimečně pak okolo 100 cm. Hmotnost se v průměru pohybuje okolo 50 až 100 gramů, maximálně pak 200 až 300 g. Nejobvyklejší zbarvení je šedé až modrošedé s výraznou tmavou klikatou čárou na hřbetě. Kontrastní zbarvení má dvě funkce. Za prvé jde o formu aposematismu, tedy varování případných predátorů výstražnými barvami a zároveň se jedná o formu mimikry, kdy klikatý vzor rozostřuje hadí siluetu, když leží na zemi nebo při pohybu. Ovšem existuje celá řada víceméně vzácných barevných variant, z nichž některé vůbec žádnou čáru nemají. Někdy je možno se setkat s černou (morpha prester) a červenou formou (morpha chersea). Černé zbarvení neboli melanismus zmijím pomáhá rychleji akumulovat teplo, zároveň však zvyšuje riziko predace. Samice bývají méně kontrastně zbarvené než samci, obvykle u nich převažuje hnědá barva. Spolehlivý znak, kterým se zmije obecná odlišuje od ostatních českých hadů a obecně od podobně zbarvených užovek, je štěrbinovitá zornice (všechny české užovky mají zorničky kulaté). Šupiny zmijí jsou výrazně kýlnaté ve 21 řadách kolem těla (někdy v 19, výjimečně ve 23 řadách). Ocas je relativně krátký, samice ho mají rychleji se zužující a kratší než samci. Jedové zuby přichycené k hornočelistní kosti dosahují délky 3 až 5 mm. Jeden zub je funkční, druhý náhradní. Zuby se mohou ulomit či opotřebit a jsou tedy pravidelně obměňovány, a to díky zubotvornému orgánu. V průměru k tomu dochází jednou za 2 měsíce.
Samec disponuje dvěma hemipenisy, což je běžné u zmijovitých hadů. Délka tohoto orgánu bývá asi 12 mm a oba konce jsou opatřeny trnovitými výběžky, které brání vyklouznutí ze samičí kloaky.

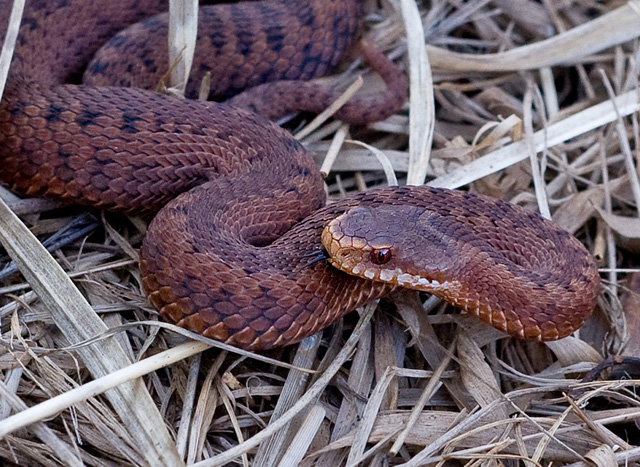
Červená forma zmije obecné

## Jed

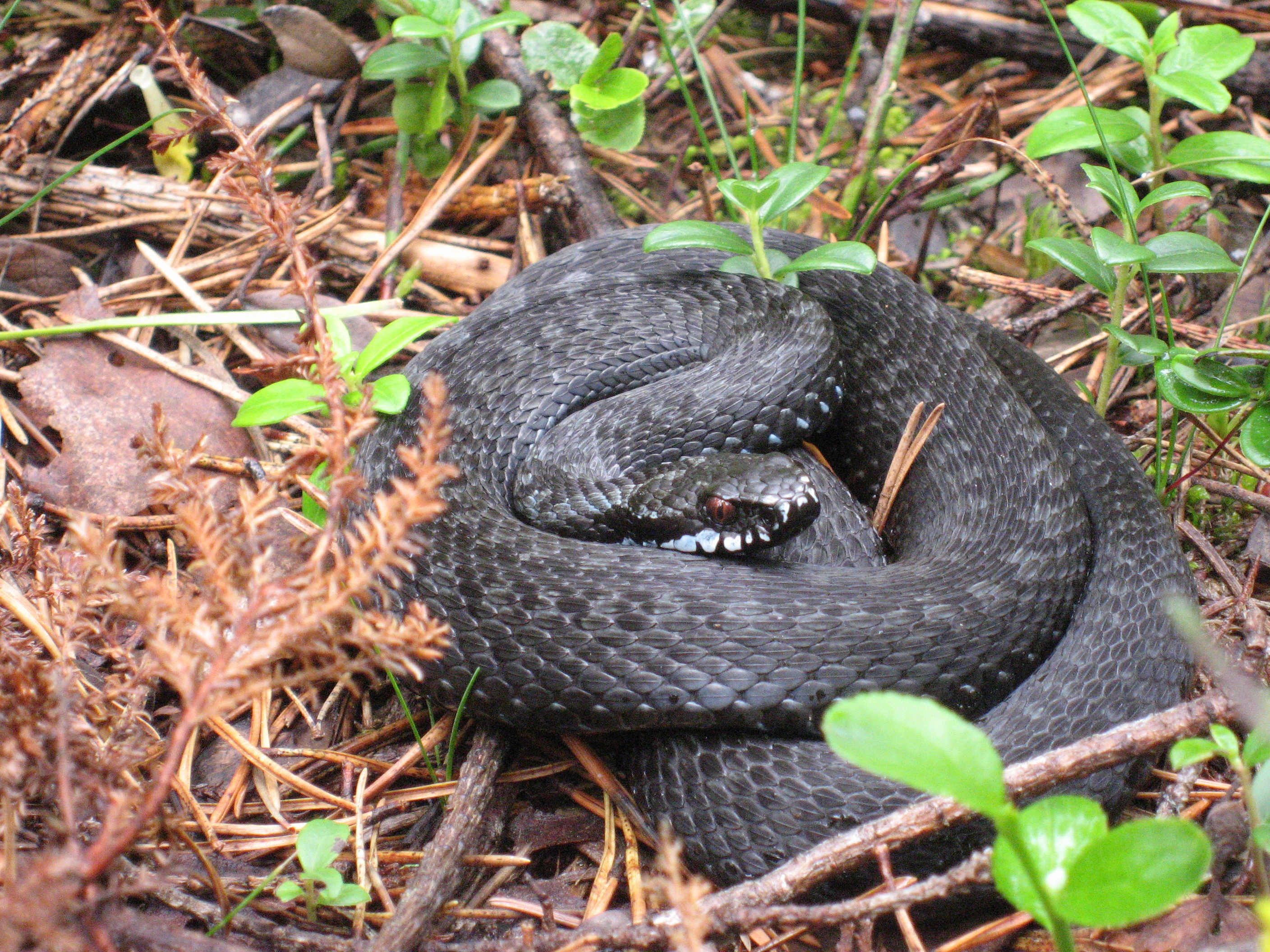
Černá forma zmije obecné

Zmijí jed je velmi účinný a složením podobný chřestýšímu (zmijovití a chřestýšovití jsou blízce příbuzné podčeledi). Sestává ze směsi peptidů, polypeptidů, proteinů, proteinových toxinů a dalších složek. Účinky jedu spočívají především v narušení funkce a integrity cévních stěn a následným vyplavováním iontů, proteinů a krevních elementů mimo krevní řečiště. Objevují se otoky, krvácení a případně rozklad tkáně. Ač převažují účinky hemolytické, hemoragické a cytotoxické, některé populace zmijí mohou mít i neurotoxickou složku jedu (především v oblasti Balkánu). Poloviční smrtné množství aplikované intravenózně u laboratorních myší neboli LD50 se mírně odlišuje u různých populací zmijí a pohybuje se od 0,41 až do 0,83 mg/kg. Podobně silný jed má například kobra červená (Naja pallida), zmije gabunská (Bitis gabonica) či zmije písečná (Cerastes vipera). Některé starší zdroje nicméně uvádějí pro zmiji obecnou vyšší hodnoty LD50, a to v rozmezí 1 až 4 mg/kg. Smrtelná dávka jedu pro člověka je 15 až 20 mg. Jedový aparát obsahuje obvykle celkem 2 až 18 mg, zcela výjimečně až 39 mg suchého jedu. Průměrně je to 10 mg. Pro srovnání kobra červená disponuje 170 až 260 mg, zmije gabunská 200 až 2400 mg a zmije písečná 9 až 43 mg. Navíc had nikdy nevypouští při jednom kousnutí celou zásobu. Maximální vypuštěné množství při jednom uštknutí u zmije obecné je 25 až 30 mg tekutého jedu, což představuje 5 až 10 mg čistého suchého jedu. Pro velké živočichy nepředstavuje uštknutí většinou závažnou hrozbu a k úmrtí lidí dochází pouze ve vzácných případech. Pozor je však třeba dávat u starých nemocných lidí, malých dětí a zejména na možnou alergickou reakci. Důležitou roli hraje i místo, kam je postižený uštknut (hlava a dobře prokrvená místa jsou nejhorší). Z dlouhodobých dat vyplývá, že celková úmrtnost nedosahuje ani 1 %.
V roce 1890 byly publikovány výsledky pokusu zkoumající účinky zmijího jedu na různá zvířata. Uštknuté myši umíraly po 5 až 6 minutách, krysy po 8 minutách, králíci po 15 až 18 minutách, ježci po 15 minutách až několika hodinách a ze čtyř psů tři zemřeli po 40 až 70 minutách. Jeden přežil. Rozsáhlý statistický výzkum z Velké Británie provedený v roce 2011 hovořil o 422 psech uštknutých zmijí. Ze 411 případů, u nichž je znám výsledek, uhynulo, případně muselo být utraceno 19 psů, tedy 4,6 %.

### Případy uštknutí ve vybraných zemích
V letech 1999 až 2013 bylo na území Česka zaznamenáno 191 případů uštknutí zmijí obecnou. V 51 z nich (26,7 %) šlo o tzv. suchá kousnutí, tedy bez vstříknutí jedu. V 91 případech (47,6 %) se po kousnutí objevily lokální příznaky (otoky a krevní sraženiny), v 49 případech (25,7 %) došlo k systémové otravě (nevolnost, zvracení, průjem, křeče břicha, hypotenze). Celkem 24 pacientům (12,6 %) byl podán protijed. Ani jeden případ neskončil fatálně.
Data z jihozápadního Polska z let 2000 až 2008 hovoří o 26 případech uštknutí, přičemž 6 z nich bylo provázeno vážnými příznaky. Žádný neskončil smrtí. Ve Švédsku bylo během jednoho roku (1979) zaznamenáno celkem 136 případů uštknutí zmijí, avšak ani jeden neskončil smrtí. Nicméně ve 12 % případů byly následky hodnoceny jako vážné a pacienti trpěli šokem, poruchami centrálního nervového systému, velkými otoky a anémií. Starší data ze Švédska pak udávají celkem 44 úmrtí z let 1911 až 1978. V roce 1995 proběhlo v tomto skandinávském státě rozsáhlé celonárodní šetření, přičemž bylo zaznamenáno 231 uštknutí, 13 % z nich se závažnými příznaky otravy. Jedna starší žena zemřela. V 68 finských případech (oblast Turku) trpělo vážnými potížemi cca 10 % pacientů. Ve švýcarské oblasti Valais zaznamenali za 32 let 99 kousnutí. U 10 % pacientů se projevily silné příznaky otravy a musel u nich být nasazen protijed. Ve Velké Británii bylo za celé 20. století zaznamenáno celkem 12 úmrtí v důsledku zmijího uštknutí, poslední v roce 1975.

## Ekologie a chování

### Potrava

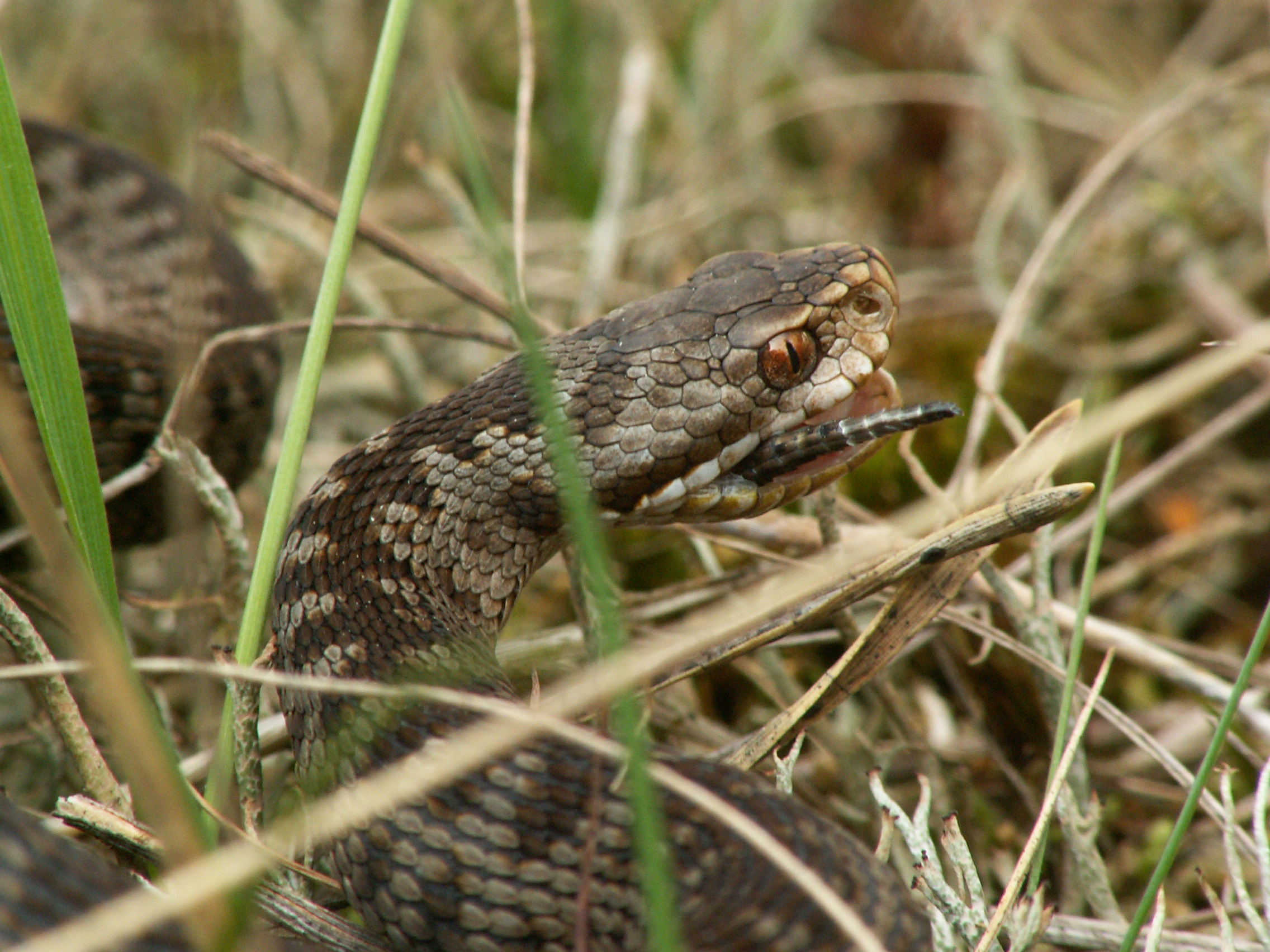
Zmije polykající ještěrku živorodou

Potravou zmije obecné jsou zejména drobní hlodavci, případně jiní savci (hmyzožravci), obojživelníci, ještěrky, mladí ptáci a ptačí vejce, výjimečně netopýři, lasičky a zcela vzácně i malí zajíčci. Kromě obratlovců požírá i některé bezobratlé, jako jsou žížaly a slimáci. Mláďata jedí i hmyz a pavouky. Doložen je i kanibalismus.
Na základě výzkumů, provedených na území Česka, tvoří nejčastější kořist tohoto hada norník rudý (cca 22 až 28 %), následován hraboši, především hrabošem polním, různými druhy rejsků a myšicemi. Z plazů preferuje zmije výrazně ještěrku živorodou a z obojživelníků skokany rodu Rana. Jedinci staří cca 1 rok loví nejčastěji ještěrky (asi 80 %).
Při lovu využívá dvě rozdílné taktiky. První je metoda „lež a čekej“, kdy je zmije stočená na jednom místě a čeká, až se jakákoliv potenciální kořist přiblíží na dosah. Poté bleskurychle zaútočí a buď oběť přidrží v tlamě a následně ji zkonzumuje, nebo zraněnou a umírající kořist vystopuje a sežere. Druhou metodou je aktivní vyhledávání kořisti, kdy se k vyhlédnuté oběti pomalu přibližuje a ve vhodný okamžik rychle vyrazí a uštkne.
Jed je vysoce účinný vůči malým savcům. Pozorování útoků na myši ukázalo, že uštknutý hlodavec obvykle uskočí, někdy krátce zapiští a uteče. Brzy začne klopýtat, jeho dýchání je krátké a rychlé, lehne si na bok, cuká nohama a zemře. Smrt nastane v průměru po 1,5 až 8 minutách. Nejrychleji byla kořist zabita po 5 vteřinách od kousnutí, naopak nejdelší doba, jíž oběť přežila, byla 14 minut. Zmije najde umírající či již mrtvou oběť vždy s neomylnou jistotou, používá k tomu čichové receptory. Na obojživelníky a plazy účinkuje jed podstatně pomaleji a zmije se proto snaží kořist udržet v tlamě a požírat mnohdy i zaživa.
Celkový objem konzumované potravy může být značný, v žaludku jedné 58 cm dlouhé samice bylo nalezeno i 5 kusů norníků najednou. Zmije obecná tráví svou potravu rychleji než jiné druhy evropských zmijí a stačí ji k tomu teplota vzduchu vyšší než 10 °C (ideálně mezi 20 a 25 °C).

### Chování

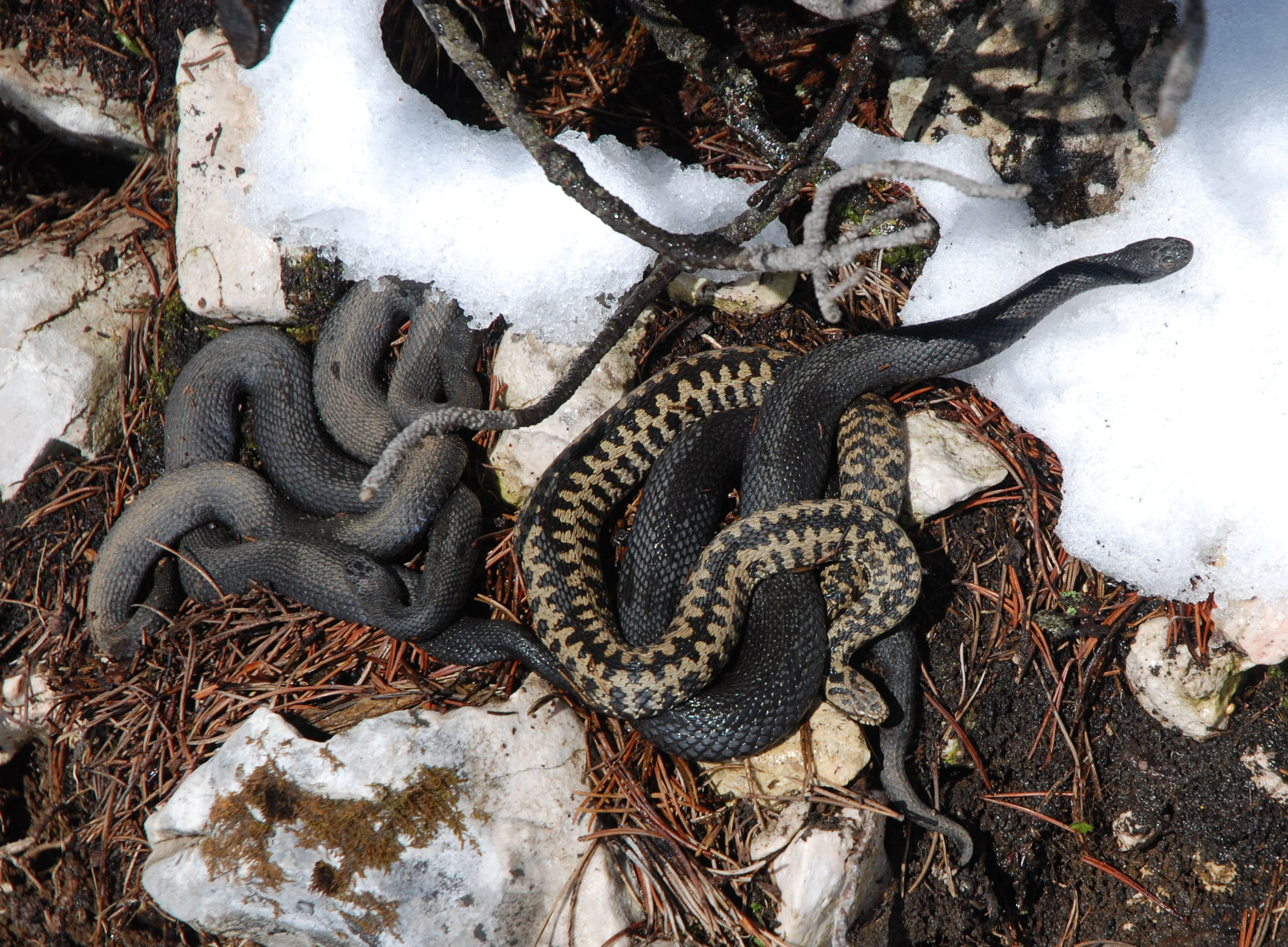
Skupina zmijí krátce po probuzení z hibernace

Zmije obecná je had s denní až soumračnou aktivitou. V porovnání s jinými zmijemi, například se zmijí skvrnitou (Vipera aspis), jde o poměrně rychlého a hbitého hada. Je plachá a před člověkem, pokud je to možné, prchá. Zaskočena se stáčí do spirály, esovitě stahuje přední část těla a hrozí útočníkovi, popřípadě proti němu provádí výpady hlavou (obvykle se zavřenou tlamou a bez skutečného úmyslu uštknout). Uštkne však, pokud na ni šlápneme, leckdy též v případě, když se ji pokoušíme vzít do ruky. Teplota vzduchu, při níž bývá nejaktivnější, je mezi 19 a 25 °C.
Zimní období v chladnějších oblastech tráví zmije ve stavu hibernace 30 cm až 2 m pod zemí, v případě skalních puklin může být ukryta ještě hlouběji. Nástup na zimní hibernaci nastává v našich podmínkách v říjnu. Ačkoliv je zmije samotářský druh, v hibernákulech (obvykle jde o různé nory) může pospolu zimovat několik až několik set jedinců. Zimoviště může dokonce sdílet s jinými druhy plazů a obojživelníků (jiní hadi, slepýši, žáby, ještěrky). Teplota prostředí, kde zmije přezimují, bývá ideálně mezi 1 až 6 °C, maximálně pak mezi −2,5 °C až 10 °C. Při nižších teplotách hadi hynou mrazem, při vyšších se zbytečně zvyšuje metabolismus. Populace žijící v teplejších oblastech mohou být aktivní po celý rok. Úmrtnost během zimování se u dospělých jedinců pohybuje okolo 15 %, u mláďat bývá výrazně vyšší.
Na jaře vylézají z hibernákulí, v našich podmínkách to je obvykle v březnu až dubnu, v jiných oblastech to může být i dříve (únor). Nejprve vylézají samci a asi o 10 dní později samice a juvenilní jedinci. Nejprve vyhledávají slunná místa a v blízkosti úkrytu se vyhřívají. Samcům se v té době začínají zvětšovat varlata a dozrávají jim spermie. Tato fáze slunění trvá 1 až 1,5 měsíce. Následně se samci svlékají a poté opouštějí bezprostřední okolí zimovišť a vydávají se hledat samice.

### Rozmnožování, dožití

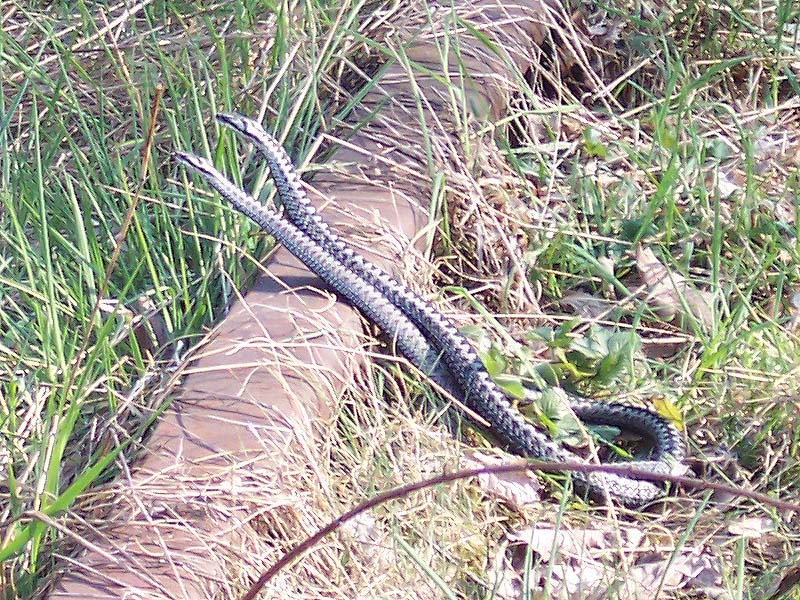
Souboj samců

Většina zdrojů udává, že zmije obecná je živorodý had, nicméně někdy je zmiňována jako vejcoživorodá. V jejím případě by šlo o přechodný stav mezi vejcoživorodostí a živorodostí, neboť vejce jsou u ní během pobytu v těle vyživovány primitivní placentou typu chorio-allantois.[zdroj?] Právě tato adaptace hraje nesmírně důležitou úlohu v mimořádné odolnosti tohoto druhu vůči chladnému klimatu.[zdroj?]
Páření probíhá od konce dubna do června. Může při něm docházet k řadě soubojů mezi samci (tzv. „hadí tance“). Ty spočívají v různém strkání a přetlačování se, bez použití jedových zubů. Vítězem se obvykle stává samec, který dokáže svého rivala srazit či přitlačit pod sebe na zem. Vítězný samec následně kopuluje se samicí, využívá k tomu jednu část svého dvojdílného hemipenisu. Styk trvá obvykle 0,5 až 2,5 hodiny, výjimečně až 4 hodiny (pozorování z terária). Samice běžně kopuluje s více samci a mláďata mohou mít zřejmě víc než jednoho otce. Doba březosti se pohybuje od 3 do 4 měsíců. Jedna samice porodí obvykle 4–24 mláďat (v průměru 12), v našich podmínkách se tak děje na přelomu srpna a září, v jižnějších oblastech i v říjnu. Mláďata jsou 9–25 cm dlouhá (obvykle 16 až 18 cm), váží 3 až 8 gramů a rodí se v průhledném vaječném vaku. Za žití v často chladném prostředí musejí zmijí samice platit. V italských Alpách se jich cca 30 % rozmnožuje jen jednou v životě a pouhých 5 % zvládne více než čtyři vrhy. Četnost rozmnožování tak evidentně souvisí s prostředím, kde hadi žijí. V jižní Evropě k němu dochází každý rok, v severní Francii obvykle ob rok a v Alpách v průměru jednou za tři roky. Pohlavně zralí se mladí jedinci stávají po 3 až 4 letech. Dožívají se obvykle 10 až 15 let, výjimečně až 25 let.

### Predace
Zmije obecná má mnoho přirozených nepřátel. Hlavními predátory jsou lišky, jezevci, tchoři, divoká prasata, kočky, norci, kuny, hranostajové, ježci, sovy, draví (především káně), brodiví a krkavcovití ptáci a občas jiní hadi (nejčastěji užovka hladká, ale výjimečně i jiné užovky). Pozorována byla i predace ze strany bažanta.

## Význam, hrozby a ochrana
Zmije obecná má značný ekosystémový význam jako lovec malých hlodavců. Dokáže výrazně snižovat například počty hrabošů. Hlavní hrozbou pro tohoto hada jsou změny v krajině, které vedou ke ztrátě biotopů. Jedná se například o meliorace, zalesňování prosvětlených ploch, pěstování energetických dřevin a plošná zástavba. Mezi další hrozby patří rozvoj dopravy, turistiky a ubíjení zmijí lidmi z obav před uštknutím.
Mezinárodní svaz ochrany přírody (IUCN) hodnotí zmiji jako taxon málo dotčený, ale zároveň konstatuje, že populace klesá a je místy značně fragmentovaná. Navíc zpráva IUCN pochází z roku 2009 a potřebuje revizi. V některých zemích, například ve Velké Británii, Norsku či Dánsku, je chráněna. Ve Švýcarsku má status ohroženého druhu. V České republice je považována za kriticky ohrožený druh. Je zde chráněna ve všech svých vývojových stádiích a ochraně podléhá i prostředí, v kterém se zmije pohybuje (bez ohledu na to, zda se jedná o přirozený nebo uměle vytvořený biotop).